# 布法洛維爾 (印地安納州)
布法洛維爾（英語：Buffaloville）是位於美國印地安納州斯潘塞縣的一個非建制地區。該地的面積和人口皆未知。

## 地理
布法洛維爾海拔高度為453英呎。而該地所採用的時區為UTC-6，即北美中部時區（CST）。同時該地設有夏令時間，為UTC-6調快一小時，即UTC-5（CDT）。